# Saluda
Saluda, pleme američkih Indijanaca porodice Algonquian koji, prema mišljenu Swantona, predstavljaju možda jednu od bandi plemena Shawnee. Salude su tradicionalno obitavali duž srednjeg toka rijeke Saluda u okruzima Anderson, Greenville, i Pickens u Južnoj Karolini, a nestali su iz povijesti već negdje u prvoj polovici 18. stoljeća. O njihovoj kulturi nije ništa poznato, kao ni o njihovim nastambama, lovu, ribolovu, obradi tla, niti o vjerovanju. -Istoimeni gradić, središte istoimenog okruga u Južnoj Karolini, te još dva gradića istog imena u Virginiji i Sjevernoj Karolini čuvaju spomen na ovo nestalo pleme. 

## Vanjske poveznice
- South Carolina – Indians, Native Americans – Saluda
- Frederick Webb Hodge, Saluda Indian Tribe History  Arhivirana inačica izvorne stranice od 6. prosinca 2006. (Wayback Machine)Saluda. Meaning unknown.